# Tahkuranna (commune)
Tahkuranna (en estonien : Tahkuranna vald) est une ancienne municipalité rurale d'Estonie située dans le comté de Pärnu. 

## Géographie

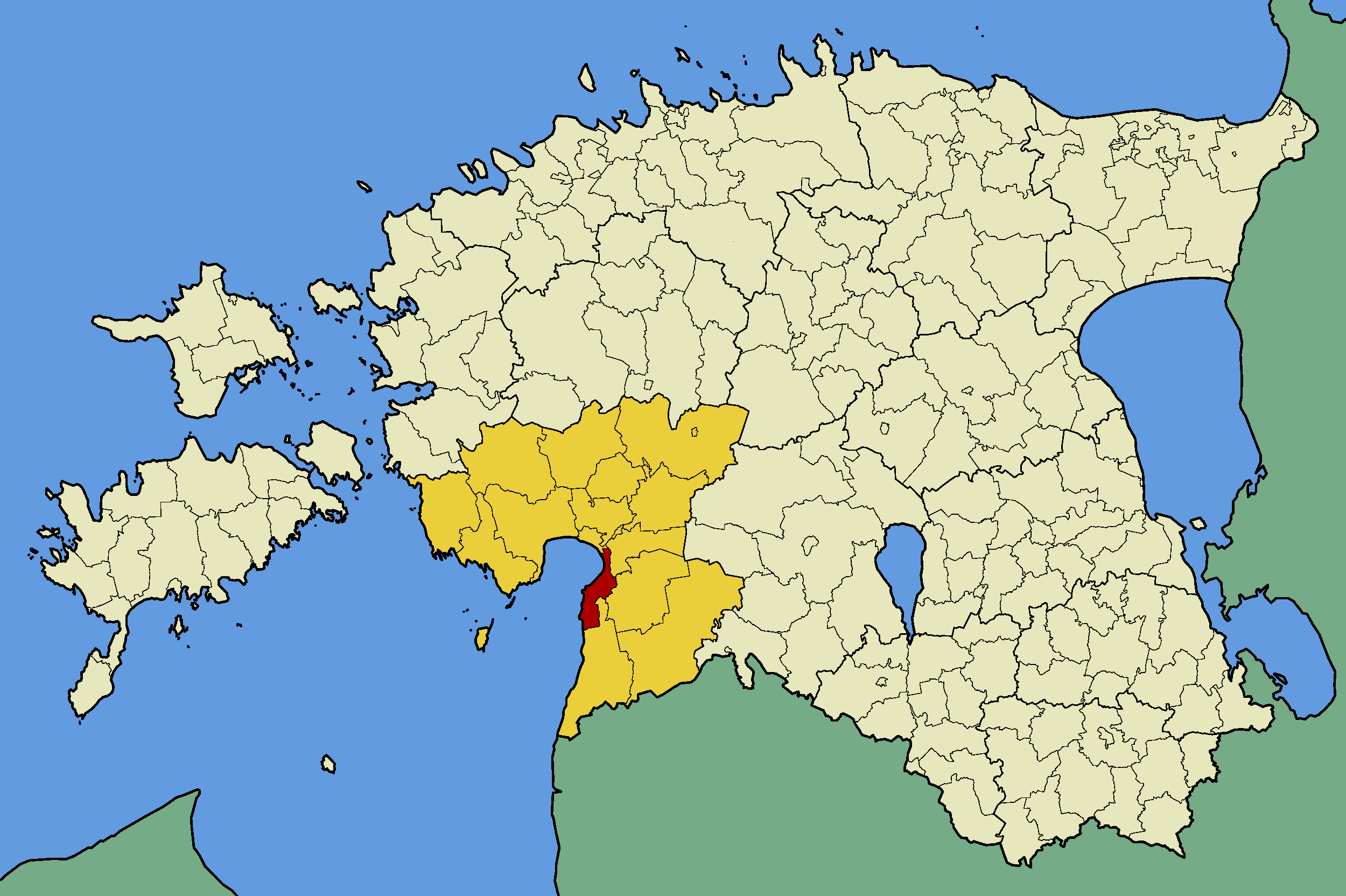
L'ancienne commune de Tahkuranna (en rouge) dans le comté de Pärnu (en jaune).

Elle s'étendait sur 103,4 km2 au sud-ouest du pays, sur le littoral du golfe de Riga.
La municipalité regroupait un bourg, Võiste, et les villages de Laadi, Leina, Lepaküla, Mereküla, Metsaküla, Piirumi, Reiu, Tahkuranna et Uulu.

## Histoire
La municipalité est créée le 19 décembre 1991 sous le nom d'Uulu avant de prendre le nom de Tahkuranna le 1er juin 1995. Lors de la réforme administrative de 2017, elle est supprimée et fusionnée avec la commune d'Häädemeeste.

## Démographie
En 2012, la population s'élevait à 2 469 habitants.
En 2021, la population se baisse à 198.